# Fighting Network Rings
Fighting Network RINGS (ファイティングネットワーク・リングス Faitingu Nettowāku Ringusu?) es una organización de artes marciales mixtas (MMA) con base en Japón, fundada en 1991 por Akira Maeda.
Inicialmente fundada como una promoción de lucha libre profesional, RINGS se ha dedicado tanto a esta disciplina como a las MMA sin hacer clara una transición entre ambas, y la falta de un registro oficial de sus combates entre una y otra es motivo de controversia. Durante sus principales años de actividad, RINGS fue una de las empresas más importantes de Japón, hasta 2002, cuando fue cerrada por motivos económicos. La compañía fue revivida en dos ocasiones diferentes, en 2008 bajo el nombre de The Outsider y en 2012 con la cooperación de ZST, empresa creada por antiguos miembros de RINGS.

## Historia
RINGS se creó en 1991 cuando Akira Maeda fue despedido de UWF Newborn. Carente contactos en Japón, Maeda buscó la ayuda de artistas marciales extranjeros; el primero de ellos fue Chris Dolman y su equipo de luchadores de Holanda; es por ello por lo que primer evento de RINGS, retransmitido en Japón por WOWOW, se celebró en este país. Además, antes de volver a Japón, Maeda pasó por Rusia y se alió con varios practicantes de sambo, entre los que se hallaba Volk Han, ya que el sambo en estado puro era casi desconocido en las tierras niponas, y la presencia de sus usuarios en la compañía sería un punto a su favor. Así mismo Akira, deseoso de tener a luchadores de renombre en su promoción, trajo a Masaaki Satake y Peter Aerts al personal de RINGS, y llegó a convencer al fundador de la escuela Kyokushinkai Masutatsu Oyama de permitir a uno de sus campeones, Tariel Bitsadze, competir para ellos. Al empezar 1992, RINGS ya tenía establecido un plantel sólido y una red de sucursales en Rusia, Holanda y otros países.
Al igual que Union of Wrestling Forces International, RINGS sostenía que sus luchas eran auténticas, aunque la mayoría estaban coreografiadas. No fue hasta que las artes marciales mixtas empezaron a aparecer de mano de Pancrase y Ultimate Fighting Championship que Maeda vio la necesidad de celebrar combates reales en RINGS, y al cabo del tiempo, después del retiro de Akira, todos los que tenían lugar en la empresa eran de MMA. Debido a que su formato y estilo eran similares a la lucha coreografiada que practicaban antes, incluso hoy en día es difícil diferenciar unas de otras, y no está claro en qué punto RINGS hizo su total transición a las MMA.
El primer año vio sobre todo la presencia de los luchadores holandeses, encabezados por Chris Dolman, y al cabo del tiempo empezaron a combatir sambistas de la sede rusa, con Volk Han al frente. A medida que el tiempo pasaba, RINGS fue ampliando su alcance internacional a Brasil y otros países. En Japón, Maeda era quien promovía los eventos, ya que el contrato televisivo que tenían con WOWOW estipulaba que Akira tenía que combatir en todos los programas, pero permitió que fueran los mismos miembros extranjeros de RINGS los que dirigieran las sucursales en sus países de origen. Esta fue la edad de máxima amplitud de RINGS.
Sin embargo, al cabo del tiempo, RINGS empezó a sufrir el mismo problema que UWF-i: todo su éxito estaba centrado sobre Maeda, y las demás estrellas de la promoción no lograban obtener la popularidad suficiente como para constituir sucesores a Akira en el liderazgo de la compañía. Cuando éste se vio obligado a retirarse por lesiones, el interés del público en RINGS empezó a decaer, ya que los dos aprendices de Maeda que habían sido designados sus herederos, Kiyoshi Tamura y Tsuyoshi Kohsaka, no eran suficientemente exitosos. Al mismo tiempo, el alzamiento de PRIDE Fighting Championships de las cenizas de UWF-i acaparó toda la atención del público, y varios miembros de RINGS emigraron a PRIDE. En 2002, RINGS se vio obligada a cerrar.
Las sucursales extranjeras de RINGS continuaron su actividad independiente, y algunas siguen activas. En Japón, Maeda intentó revivir la promoción con un formato de MMA amateur bajo el nombre de The Outsider, consiguiendo cierta viabilidad y recuperando el nombre de RINGS en 2012. En la actualidad posee un acuerdo de trabajo con ZST, compañía formada por antiguos miembros de RINGS.

## Reglamento
RINGS comenzó con un reglamento basado en el de la lucha libre profesional ejercida en UWF. Estas reglas se aplicaron mayormente para contiendas de lucha libre y entretenimiento, pero también para combates legítimos de manera ocasional.
- No está permitido llevar guantes o guantillas, salvo ocasiones especiales.
- No están permitidos los codazos.
- No están permitidos los cabezazos.
- No están permitidos los golpes con el antebrazo.
- No están permitidos los golpes con la mano cerrada a la cabeza, ni de pie ni en el suelo, aunque sí al resto del cuerpo.
- No están permitidos los rodillazos a la cabeza de un oponente en el suelo.
- No están permitidas las patadas bajas o los pisotones a la cabeza de un oponente en el suelo.
- Si uno o ambos participantes en el suelo se acercan demasiado a las cuerdas, han de ponerse en pie.
- Si un participante es atrapado en una sumisión y se rinde, ya sea por tapout o verbalmente (y tanto si es capaz de alcanzar las cuerdas como si no), pierde la lucha.
- Si un participante es noqueado y no vuelve a la posición de pie en el espacio de un conteo de 10, es declarado KO técnico (TKO) y pierde la lucha.
- Cada participante comienza con 9 puntos. Si es atrapado en una sumisión y logra alcanzar las cuerdas con las manos o los pies, su oponente debe soltar la presa y ambos han de ponerse en pie para continuar el combate, siendo descontado 1 punto del participante sometido. Si es noqueado, y se pone en pie antes de la cuenta de 10 del árbitro, se le descuentan 2 puntos, y entonces se le permite continuar. Un participante que pierde todos sus puntos es declarado perdedor.
- Si al final del combate ningún contendiente ha sido sometido, noqueado o ha perdido todos sus puntos, la victoria es decidida con base en la puntuación de cada uno. Si ninguno perdió puntos, o si tienen la misma puntuación, se declara un empate.

En 1999, con motivo del torneo de MMA King of Kings, RINGS adoptó un formato de MMA más similar al de PRIDE Fighting Championships.
- No está permitido llevar protecciones, o calzado que no consista en zapatillas bajas o zapatos de lucha. Se permite llevar guantillas.
- No están permitidos los codazos.
- No están permitidos los cabezazos.
- No están permitidos los golpes con el antebrazo.
- No están permitidos los golpes con la mano cerrada a la cabeza de un oponente en el suelo, aunque sí al resto del cuerpo. Están permitidos a la cabeza de un oponente de pie si el participante lleva guantillas.
- No están permitidos los rodillazos a la cabeza de un oponente en el suelo. Regla invalidada en ciertos formatos
- No están permitidas las patadas bajas o los pisotones a la cabeza de un oponente en el suelo.
- Si uno o ambos participantes en la lona se acercan demasiado a las cuerdas, han de reposicionarse en el centro del cuadrilátero tal como estaban.
- Si un participante es atrapado en una sumisión y se rinde, ya sea por tapout o verbalmente (y tanto si es capaz de alcanzar las cuerdas como si no), pierde la lucha.
- Si un participante es noqueado, o si está recibiendo daño sin la capacidad de defenderse de forma inteligente, es declarado KO o TKO y pierde la lucha.

## Antiguos empleados
| - Alistair Overeem - Andrei Kopylov - Antonio Rodrigo Nogueira - Bazigit Atajev - Bill Kazmaier - Bob Schrijber - Chris Dolman - Chris Haseman - Dan Henderson - Dick Vrij - Elvis Sinosic - Fedor Emelianenko - Georgi Tonkov - Gilbert Yvel | - Hans Nijman - Hiromitsu Kanehara - Hiroyuki Ito - Joop Kasteel - Kenichi Yamamoto - Kiyoshi Tamura - Lee Hasdell - Masaaki Satake - Masayuki Naruse - Mikhail Ilyukhin - Mitsuya Nagai - Nikolai Zuyev - Randy Couture - Ricardo Arona | - Ryuki Ueyama - Tariel Bitsadze - Todor Todorov - Tony Bonello - Tsuyoshi Kohsaka - Valentijn Overeem - Volk Han - Wataru Sakata - Yoshihisa Yamamoto - Yoshinori Nishi |